# Портедж (Вісконсин)
Портедж (англ. Portage) — місто (англ. city) в США, в окрузі Колумбія штату Вісконсин. Населення — 10 581 особа (2020).

## Географія
Портедж розташований за координатами 43°32′56″ пн. ш. 89°27′57″ зх. д. / 43.54889° пн. ш. 89.46583° зх. д. (43.548951, -89.465866).  За даними Бюро перепису населення США в 2010 році місто мало площу 24,92 км², з яких 22,86 км² — суходіл та 2,06 км² — водойми.

## Демографія
Згідно з переписом 2010 року, у місті мешкали 10 324 особи в 4060 домогосподарствах у складі 2349 родин. Густота населення становила 414 осіб/км².  Було 4493 помешкання (180/км²).
Расовий склад населення:
| - 90,9 % — білих - 5,0 % — чорних або афроамериканців - 0,9 % — корінних американців - 0,8 % — азіатів |

До двох чи більше рас належало 1,6 %. Частка іспаномовних становила 4,0 % від усіх жителів.
За віковим діапазоном населення розподілялося таким чином: 22,1 % — особи молодші 18 років, 64,0 % — особи у віці 18—64 років, 13,9 % — особи у віці 65 років та старші. Медіана віку мешканця становила 37,2 року. На 100 осіб жіночої статі у місті припадало 116,1 чоловіків;  на 100 жінок у віці від 18 років та старших — 119,4 чоловіків також старших 18 років.
Середній дохід на одне домашнє господарство  становив 53 425 доларів США (медіана — 44 239), а середній дохід на одну сім'ю — 65 799 доларів (медіана — 60 858). Медіана доходів становила 47 231 долар для чоловіків та 31 089 доларів для жінок. За межею бідності перебувало 15,2 % осіб, у тому числі 22,9 % дітей у віці до 18 років та 8,4 % осіб у віці 65 років та старших.
Цивільне працевлаштоване населення становило 4839 осіб. Основні галузі зайнятості: виробництво — 20,7 %, освіта, охорона здоров'я та соціальна допомога — 20,6 %, мистецтво, розваги та відпочинок — 14,1 %.